# واحد زمان
واحد زمان به هر فاصله منظم زمانی گفته می‌شود. به عبارت دیگر، واحد زمان عبارت است از یکا یا واحد یا کسری از زمان با اندازه مشخص. مهم‌ترین واحدهای زمانی در سامانه متریک یا دستگاه بین‌المللی یکاها تعریف شده‌اند. از نظر تاریخی، واحدهای زمان بر اساس حرکت اجرام فضایی مانند خورشید، ماه و زمین تعریف و توصیف می‌شده‌اند. سال و واحدهای بزرگتر از آن بر مبنای خورشید هستند و روز و واحدهای کوچکتر از آن مبتنی بر حرکت وضعی زمین کره زمین تعریف شده‌اند.

## واحدهای زمانی استاندارد
در سیستم بین‌المللی یکاها (دستگاه متریک یا SI)، واحد اصلی زمان ثانیه است.

## واحدهای رایج زمان
- دقیقه
- ساعت
- شبانه روز
- هفته
- ماه
- سال
- دهه
- قرن (سده)
- هزاره

## سایر واحدهای چون زمانی
- المپیاد: دوره چهارساله مبتنی بر المپیک
- سال کهکشانی
- زمان پلانک